# ثيديآزورون
ثيديآزورون هو مستحضر كيميائي يستخدم كمبيد للأعشاب.

## الاستخدام

### منظم لنمو النبات
كانت شركة شيرنغ الألمانية هي أول من حضّر مركب الثيديآزورون، وسجل براءة اختراعه في أوائل ثمانينيات القرن العشرين كمركب مخصص للاستخدام كعامل منظم لنمو النبات.
يُرش مركب الثيديآزورون على النبات، فيمتصه النبات من خلال الأوراق ويكون تأثير المركب فيه شبيه بتأثير السيتوكينين. يتسبب الثيديآزورون في فقدان الأوراق للوزن بطريقة خاضعة للرقابة قبل الحصاد دون التأثير على نمو النبات ونضجه مما يسهل الحصاد الميكانيكي للنبات، كما أنه يسرع من عملية نضج النبات، لأن الأوراق لا تحجب ضوء الشمس، فتتطور النباتات لاحقًا مكونة أوراق الشجر الطبيعية.
يمكن أيضًا استخدام مركب الثيديآزورون كمبيد للأعشاب حيث أن استخدام الجرعة المناسبة وتوقيت الإعطاء المناسب قد يساهم في إيقاف نمو الأعشاب غير المرغوب فيها تمامًا.
باعت شركة أفنتيس، والتي اندمجت فيما بعد لتصبح جزءًا من شركة باير، مبيد الثيديآزورون للاستخدام للأغراض المتخلفة تحت عدد من الأسماء التجارية، ومنها دروب (للاستخدام في زراعة القطن)، وريفنت (للاستخدام في إنتاج الفاكهة). كانت منتجات دروب ألترا، ودروب ألتراماكس، وغينستار عبارة عن منتجات تحتوي على خليط من الثيديازورون والديرون.

### الحفاظ على النباتات
وجد الباحثون أن مادة الثيديآزورون مناسبة لإطالة عمر أزهار القطف، حيث تبطئ هذه المادة ذبول الأوراق أو تمنعه.

## الوضع القانوني والتنظيم

### في الاتحاد الأوروبي
حظر الاتحاد الأوروبي في عام 2008 استخدام الثيديآزورون في الزراعة. كانت مادة الثيديآزورون واحدة من المواد الكيميائية الزراعية التي عفا عليها الزمن، ويجب أن يكون لها تقييم بيئي وصحي للحصول على ترخيص جديد بموجب إطار التوجيه الأوروبي لمبيدات الآفات 91/414 / EEC. وتُعرف المادة التي عفا عليها الزمن وفقًا للإطار التوجيهي بأنها أي مادة فعالة كانت موجودة بالفعل في السوق في الاتحاد الأوروبي في 25 يوليو 1993، قبل صدور الإطار التوجيهي الأوروبي لمبيدات الآفات، ويظل من الممكن استخدام المخزونات الحالية من المادة لمدة عام واحد بعد وقف الترخيص. لا يزال الثيديآزورون يستخدم في أجزاء أخرى من العالم مثل الولايات المتحدة الأمريكية، وأستراليا، والمكسيك.

## التأثيرات الصحية
يُعتبر مركب الثيديآزورون مادة متوسطة السمية، ولها تأثير مهيج للجلد والعينين، وقد تسبب تهيجا في الجهاز التنفسي إذا تم استنشاقها.